# Бен-Хаим, Таль (1982)
Таль Бен-Хаи́м (Таль Бен-Хаим I; ивр. טל בן-חיים‎; 31 марта 1982, Ришон-ле-Цион) — израильский футболист, игравший на позиции защитника. Выступал в сборной Израиля.

## Клубная карьера

### «Маккаби Тель-Авив»
Бен-Хаим пришёл в «Маккаби» из Тель-Авива в 1998 году в качестве запасного игрока, через некоторое время ему удалось пробиться в основной состав команды. С 2000 по 2002 год он проходил военную службу в Армии обороны Израиля. После завершения срока службы и возвращения в команду Бен-Хаим сыграл существенную роль в победе «Маккаби» в национальном чемпионате сезона 2002/03.

### «Болтон Уондерерс»
После двухнедельного просмотра в «Болтоне» летом 2004 года тренер англичан Сэм Эллардайс пригласил его в свою команду. Бен-Хаим подписал трёхлетний контракт. Хотя Эллардайс не считал его немедленно готовым к суровым условиям премьер-лиги, он был уверен, что со временем Бен-Хаим станет играть заметную роль в английском футболе, как в своё время это удавалось его выдающемуся соотечественнику Эялю Берковичу.
Его первый сезон в Англии сложился удачно, он выходил на поле в 27 матчах и забил свой первый гол за «Болтон» в домашнем победном матче с «Тоттенхэмом» (счёт 3:1). Единственным, что немного помешало его успешному выступлению, была схватка с Уэйном Руни в матче лиги, когда Руни предположительно ударил его в лицо. Бен-Хаим, как утверждалось, слишком легко упал, изображая жертву, и был обвинён Футбольной ассоциацией Англии в ненадлежащем поведении. Позднее эти обвинения с Бен-Хаима были сняты.
20 октября 2005 года в матче Кубка УЕФА с «Бешикташем» Бен-Хаим надел капитанскую повязку «Болтона» и был высоко оценен постоянным капитаном команды Джей-Джеем Окочей.
Впечатляющая игра Бен-Хаима в обороне, показанная в его следующих сезонах в «Болтоне», вызвала интерес многих клубов, включая «Челси», «Вест Хэм», «Тоттенхэм». В январе 2007 года «Челси» подтвердил, что переговоры по приобретению Бен-Хаима у «Болтона» не увенчались успехом.
По окончании сезона 2006/07 контракт Бен-Хаима истёк, и его будущее в «Болтоне» было под сомнением. Пресса «отправляла» его то в «Челси», то в «Ньюкасл», где бывший тренер «Болтона» Сэм Эллардайс заявлял, что был готов сделать предложение своему бывшему подопечному о переходе в «Ньюкасл».
Его трансфер из «Маккаби» в «Болтон» в июле 2004 года был одним из упомянутых в июне 2007 года в докладе лорда Стивенса о коррупции в английском футболе. Трансфер вызвал подозрения из-за очевидного конфликта интересов между агентом Крейгом Эллардайсом, его отцом Сэмом Эллардайсом — тогдашним тренером «Болтона» — и самим клубом.

### «Челси»
14 июня 2007 года «Челси» официально объявил о приобретении Бен-Хаима по правилу Босмана. После того, как он прошёл медицинское обследование, был подписан четырёхлетний контракт. После подписания Бен-Хаим заявил: «Я очень рад присоединиться к одному из величайших клубов в мире. Мне нужна новая цель. Я буду играть на любой позиции, где меня захочет увидеть Жозе Моуринью. Я с нетерпением жду начала нового сезона Лиги чемпионов».
Свой дебютный матч в «Челси» он провёл против «Манчестер Юнайтед» в Суперкубке Англии. Пока были травмированы защитники «Челси» Джон Терри и Рикарду Карвалью, Бен-Хаим регулярно попадал в основной состав. Однако после возвращения Терри и Карвалью в строй и впечатляющей игры приобретённого летом Алекса Бен-Хаим стал лишь четвёртым по выбору среди центральных защитников и практически перестал появляться на поле.

### «Манчестер Сити»

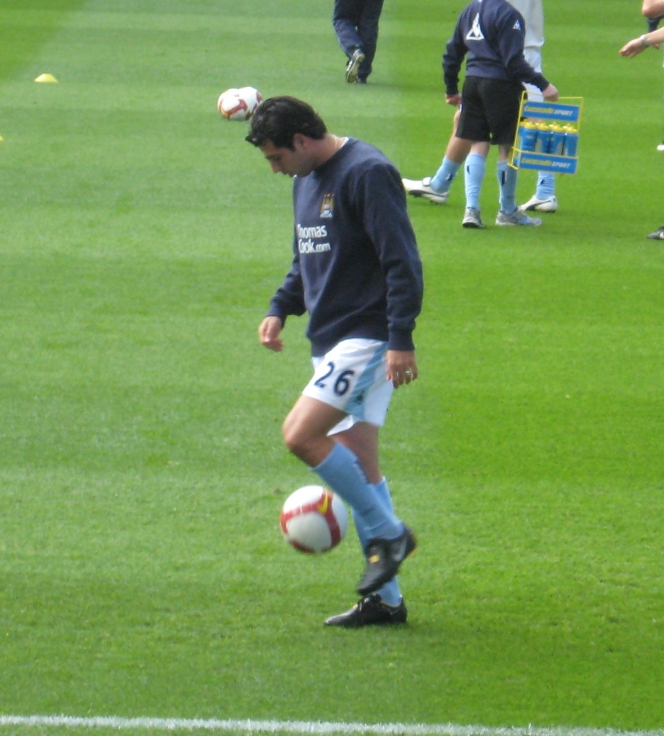
Таль Бен-Хаим в составе «Манчестер Сити»

30 июля 2008 года Таль Бен-Хаим перешёл в «Манчестер Сити». Сумма трансфера составила приблизительно 5 млн фунтов стерлингов. Он стал вторым приобретением нового главного тренера «горожан» Марка Хьюза.

### «Сандерленд»
1 февраля 2009 года Бен-Хаим присоединился к «Сандерленду» на правах аренды до конца сезона 2008/2009, с дальнейшим правом выкупа за 1 млн фунтов стерлингов.

### «Портсмут»
1 сентября 2009 года футболист подписал контракт на четыре года с «Портсмутом».

### «Куинз Парк Рейнджерс»
4 января 2013 года Бен-Хаим на правах свободного агента подписал рассчитанный до конца сезона контракт с «Куинз Парк Рейнджерс».

## Личная жизнь
Полный тёзка бывшего одноклубника по «Маккаби» и игрока сборной Израиля Таля Бен-Хаима 1989 года рождения. В связи с этим указывается в отчётах УЕФА как Tal Ben Haim I, а младший тёзка указывается как Tal Ben Haim II или Tal Ben Haim Junior и носит футболку с фамилией Ben Chaim.

## Достижения
Командные
«Маккаби Тель-Авив»
- Чемпион Израиля: 2002/03

«Челси»
- Вице-чемпион Премьер-лиги: 2007/08
- Финалист Кубка Футбольной лиги: 2008
- Финалист Лиги чемпионов УЕФА: 2008
- Финалист Суперкубка Англии: 2007

«Портсмут»
- Финалист Кубка Англии: 2010